# Kappa Kappa Die
Kappa Kappa Die è un film del 2020 diretto da Zelda Williams.

## Trama
In seguito alla misteriosa morte della sua sorella maggiore, Shauna si unisce alla confraternita Kappa Kappa Phi a cui apparteneva la ragazza per scoprire cosa è successo realmente. Quello che scopre sono sinistri segreti ed uno spirito malvagio assetato di sangue.